# Riformella francescana
La riformella francescana fu un movimento di rinnovamento introdotto nella seconda metà del Seicento da Bonaventura da Barcellona tra i frati minori riformati della provincia romana. Tale moto di riforma diede origine a una famiglia francescana che ebbe il suo centro principale nel convento di San Bonaventura al Palatino e che nel 1897 confluì nel riunito ordine dei frati minori.

## Storia

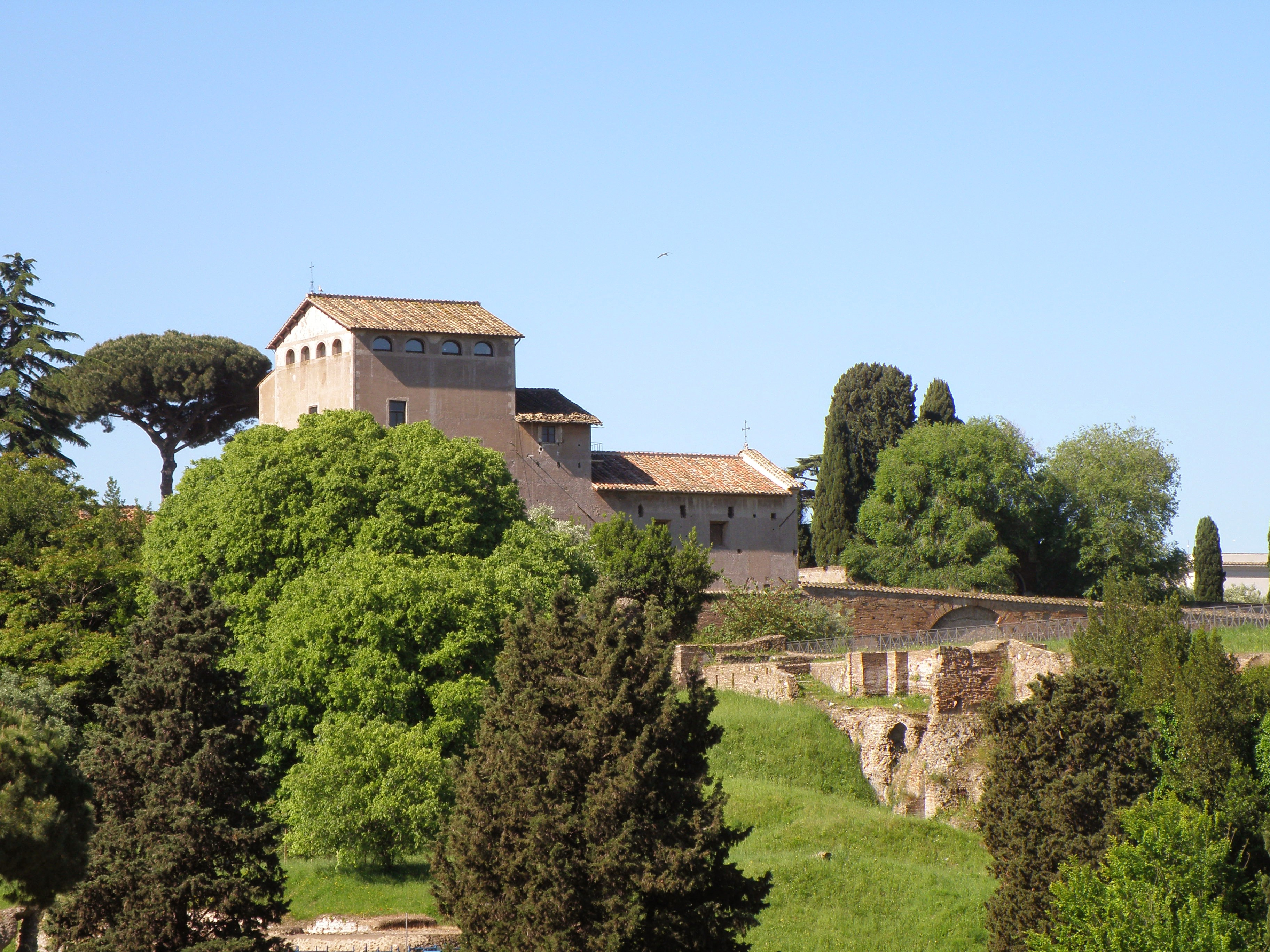
San Bonaventura al Palatino, centro principale della "riformella"

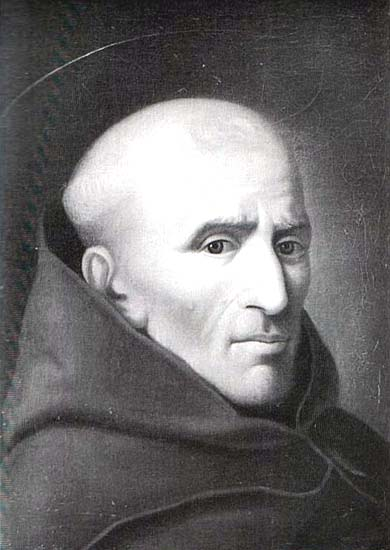
Leonardo da Porto Maurizio, fondatore del ritiro all'Incontro

Iniziatore del movimento fu lo spagnolo Miguel Bautista Gran: rimasto vedovo, nel 1640 abbracciò la vita religiosa come frate laico tra i francescani del convento di San Miguel de Escornalbou, dove prese il nome di Bonaventura. Dopo la professione fu assegnato al convento di Mora e nel 1651, dopo un breve soggiorno presso la comunità di Figueras, passò a quello di Tarassa dove rimase cinque anni prima di ritirarsi nell'eremo di Sant'Agnese.
I conventi di Escornalbou, Mora, Tarassa e Sant'Agnese avevano la caratteristica dei ritiri ed erano destinati ai frati che avessero aspirato a una forma vita più raccolta e austera: in questo ambiente, Bonaventura maturò il desiderio di estendere ad altre comunità questo modello e, ottenuto dal cardinale Francesco Barberini il permesso di recarsi a Roma, nel 1658 si portò in Italia.
Dopo una visita a Loreto e Assisi, Bonaventura soggiornò a Fonte Colombo e vi redasse la supplica da presentare al papa; giunse al convento dell'Aracoeli di Roma nel febbraio 1659 e fu assegnato come portinaio al collegio irlandese dei francescani di Sant'Isidoro a Capo le Case, per poi essere mandato nel convento della Madonna del Piano a Capranica.
Il suo progetto di fondare dei ritiri allo scopo di mantenere e stimolare il primitivo fervore religioso, però, non fu accolto positivamente dai frati minori osservanti e riformati, che temevano nuove lacerazioni in seno all'ordine. Ma Bonaventura seppe guadagnarsi la stima e l'amicizia dei cardinali Francesco Barberini, protettore dell'ordine francescano, e Cesare Facchinetti, grazie al sostegno dei quali riuscì a essere ricevuto da papa Alessandro VII e a presentargli la sua supplica.
Con il breve Ecclesiae catholicae regimini del 30 agosto 1662 il pontefice approvò il progetto di Bonaventura. Il religioso fu incorporato alla provincia riformata romana dei frati minori, che gli concessero il convento di Santa Maria delle Grazie a Ponticelli per introdurvi la sua riforma.
Per evitare divisioni, si stabilì che i frati di Bonaventura vivessero sotto l'obbedienza del padre guardiano e dei ministri provinciale e generale. Si promosse anche la costituzione di case di ritiro in ogni provincia, secondo la tradizione dell'ordine.
Il numero dei frati attratti da questa nuova forma di vita aumentò rapidamente, per cui fu necessario stabilire nuovi ritiri: il primo fu quello di Sant'Angelo a Montorio (1666), poi quello di San Cosimato a Vicovaro (1668). Sempre grazie al cardinale Barberini, Bonaventura ottenne di stabilire una comunità anche a Roma, presso la chiesa di San Sebastiano al Palatino; il nuovo convento, dedicato a san Bonaventura, accolse i primi frati il 12 dicembre 1677 e divenne il centro principale del movimento. Lo stesso fondatore vi fissò la sua residenza e vi si spense l'11 settembre 1684.
Ai quattro conventi fondati da Bonaventura si aggiunsero poi quelli di San Pietro apostolo a Pofi, di Santa Maria delle Grazie a Vallecorsa, di San Francesco al Monte delle Croci a Firenze, di San Francesco al Palco a Prato e, nel 1709, quello di Santa Maria dell'Incontro, ancora a Firenze, fondato da Leonardo da Porto Maurizio.
Nel 1773, dopo la soppressione dei gesuiti, ai "riformelli" di San Bonaventura al Palatino fu assegnata la predicazione dei ritiri al clero di Roma e delle missioni al popolo nelle aree suburbane.
Nel 1821 il futuro papa Pio IX si ascrisse al terz'ordine francescano proprio nella chiesa di San Bonaventura al Palatino.
Fino al 1845 i "riformelli" furono soggetti alla giurisdizione del ministro provinciale dei riformati (che poteva intervenire anche in importanti questioni riguardanti, ad esempio, l'elezione dei superiori, l'ammissione di nuovi religiosi e l'espulsione degli indegni), ma in quell'anno ottennero una maggiore autonomia venendo eretti in custodia soggetta direttamente al ministro generale degli osservanti.
Con la bolla Felicitate quadam del 1897, papa Leone XIII riunì tutte le famiglie dei frati minori in un unico ordine e fuse tutte le province e custodie esistenti in una medesima regione, ponendo fine all'esperienza della riformella.

## Disciplina
La vita delle comunità della "riformella" si caratterizzava per la strettissima osservanza della regola francescana, soprattutto sui punti riguardanti la povertà, la solitudine, la preghiera e la mortificazione: era loro proibito di ricevere offerte in denaro, non potevano uscire dalla clausura del convento se non per stretta necessità o per portare aiuto spirituale, aggiungevano alla recita delle ore canoniche tre ore di orazione mentale, digiunavano per otto mesi all'anno, dormivano su letti di sola paglia e avevano abiti molto rigidi.